# 61-я гвардейская корпусная артиллерийская бригада
61-я гвардейская корпусная артиллерийская бригада — воинское соединение Вооружённых сил СССР в Великой Отечественной войне.

## История
Бригада сформирована на базе 8-го корпусного артиллерийского полка и 1216-го корпусного артиллерийского полка в январе 1945 года.
В составе действующей армии с 28.02.1945 по 11.05.1945 года.
- О боевом пути бригады смотри статью 37-й гвардейский стрелковый корпус

## Полное наименование
- 61-я гвардейская корпусная артиллерийская бригада

## Состав бригады
- 408-й гвардейский пушечный артиллерийский полк
- 412-й гвардейский гаубичный артиллерийский полк
- 16-й отдельный гвардейский разведывательный артиллерийский дивизион

## Подчинение
| Дата            | Фронт (округ)        | Армия                 | Корпус                             | Дивизия | Примечания |
| --------------- | -------------------- | --------------------- | ---------------------------------- | ------- | ---------- |
| 01.03.1945 года | 2-й Украинский фронт | 9-я гвардейская армия | 37-й гвардейский стрелковый корпус | -       | -          |
| 01.04.1945 года | 3-й Украинский фронт | 9-я гвардейская армия | 37-й гвардейский стрелковый корпус | -       | -          |
| 01.05.1945 года | 3-й Украинский фронт | 9-я гвардейская армия | 37-й гвардейский стрелковый корпус | -       | -          |

## Командование
Командир бригады
- гвардии подполковник Кременский Виктор Петрович

Начальник штаба бригады
- гвардии майор Чернюк Иван Николаевич

Начальник политического отдела бригады
- гвардии майор Рубцов Василий Григорьевич

Заместитель командира бригады по тылу
- гвардии майор Мартышенко Василий Николаевич